# فابيان (اسم)
فابيان (بالإنجليزية: Fabian)‏ هو اسم علم شخصي مذكر من أصل لاتيني، شائع في الغرب، حيث أنه مشتق من اسم فابيانوس اللاتيني، يعتبر من الأسماء المقدسة عند المسيحيين نسبةً للبابا فابيان الذي عاش في القرن الثالث الميلادي، لهذا الاسم عدة الأشكال حيث ينادى بالإيطالية باسم فابيانو وبالفرنسية باسم فابيو، بينما ينادى باسم فابيان في الإنغليزية والإسبانية.

## الشخصيات
- فابيان بابا روما وقديس مسيحي كرواتي
- فابيان كانسيليرا متسابق دراجات هوائية سويسري
- فابيان بارتيز لاعب كرة قدم فرنسي
- فابيان جونسون لاعب كرة قدم ألماني أمريكي
- فابيان ديلف لاعب كرة قدم إنجليزي
- فابيان أندريس فارغاس لاعب كرة قدم كولومبي
- فابيان أوريلانا لاعب كرة قدم تشيلياني
- فابيان شاير لاعب كرة قدم سويسري
- فابيان كانوبيو لاعب كرة قدم أورغواياني
- فابيان لوستينبيرغر لاعب كرة قدم سويسري
- فابيان إستويانوف لاعب كرة قدم أورغواياني
- فابيان إرنست لاعب كرة قدم إيطالي
- فابيان بالبوينا لاعب كرة قدم بارغواياني
- فابيان روبلس ممثل مكسيكي
- فابيان فيجمان متسابق دراجات هوائية ألماني
- فابيان كاريني لاعب كرة قدم أورغواياني